# Wen Zhengming

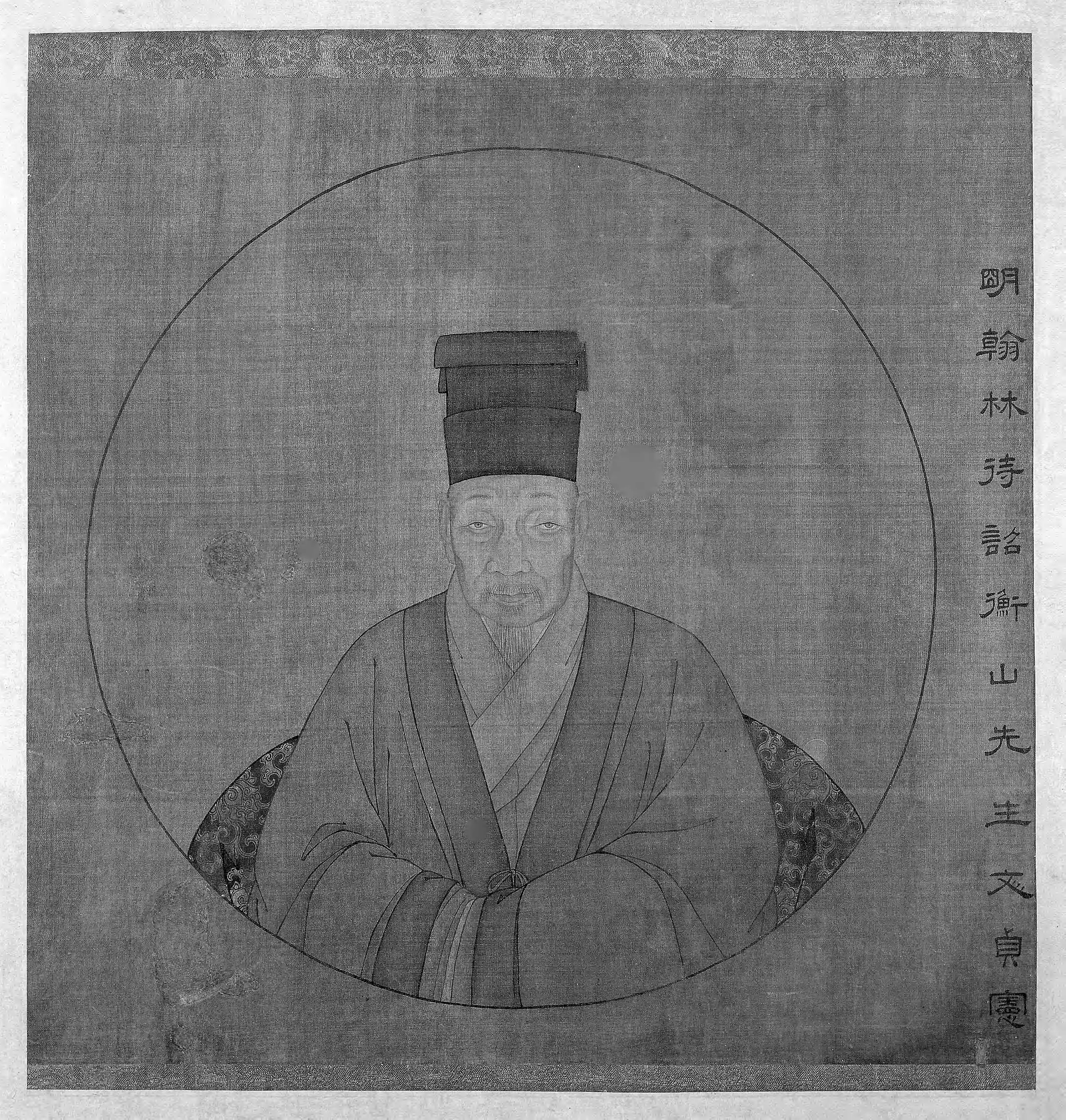
Porträt von Wen Zhengming

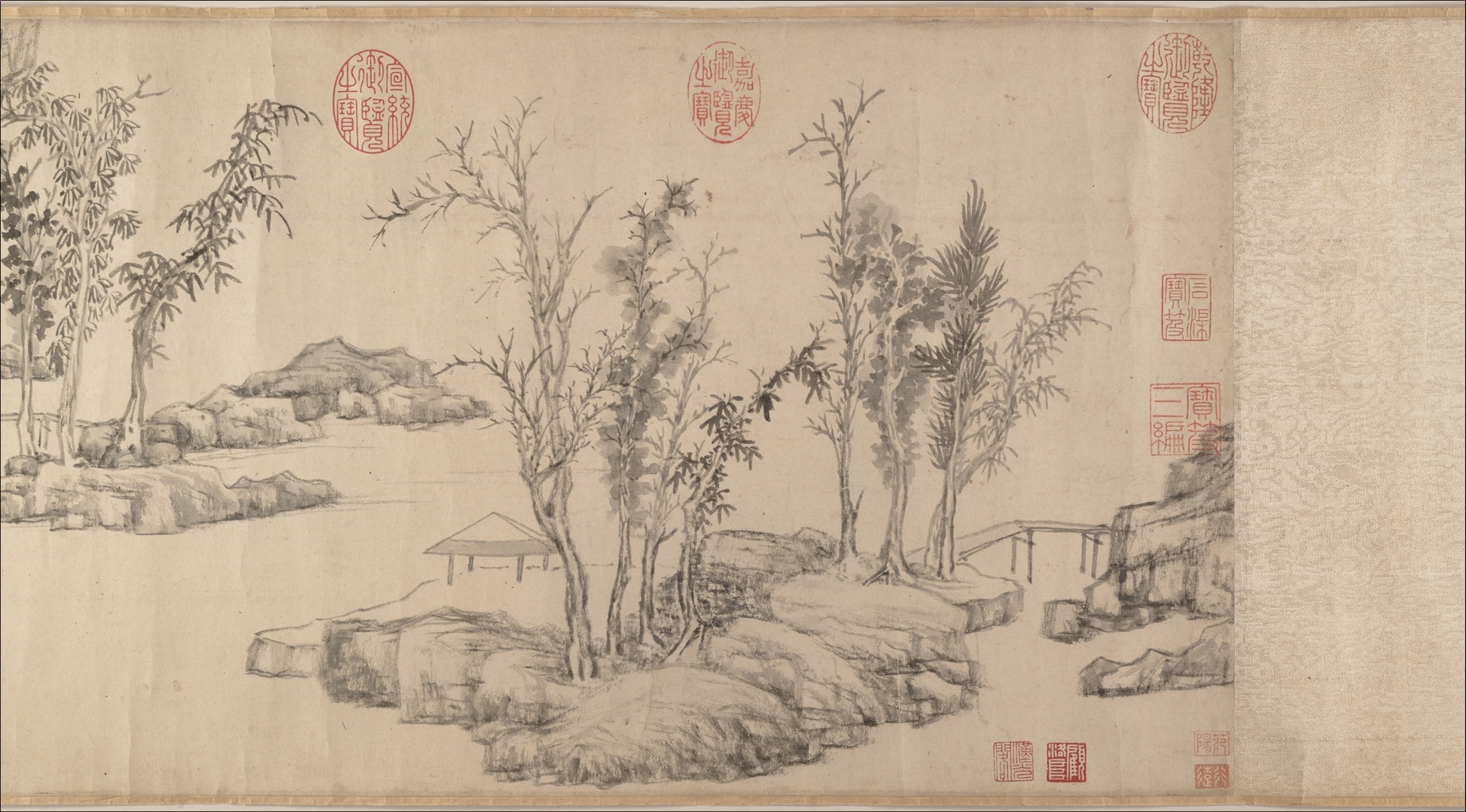
Sommerfrische im Ostwäldchen, Ausschnitt

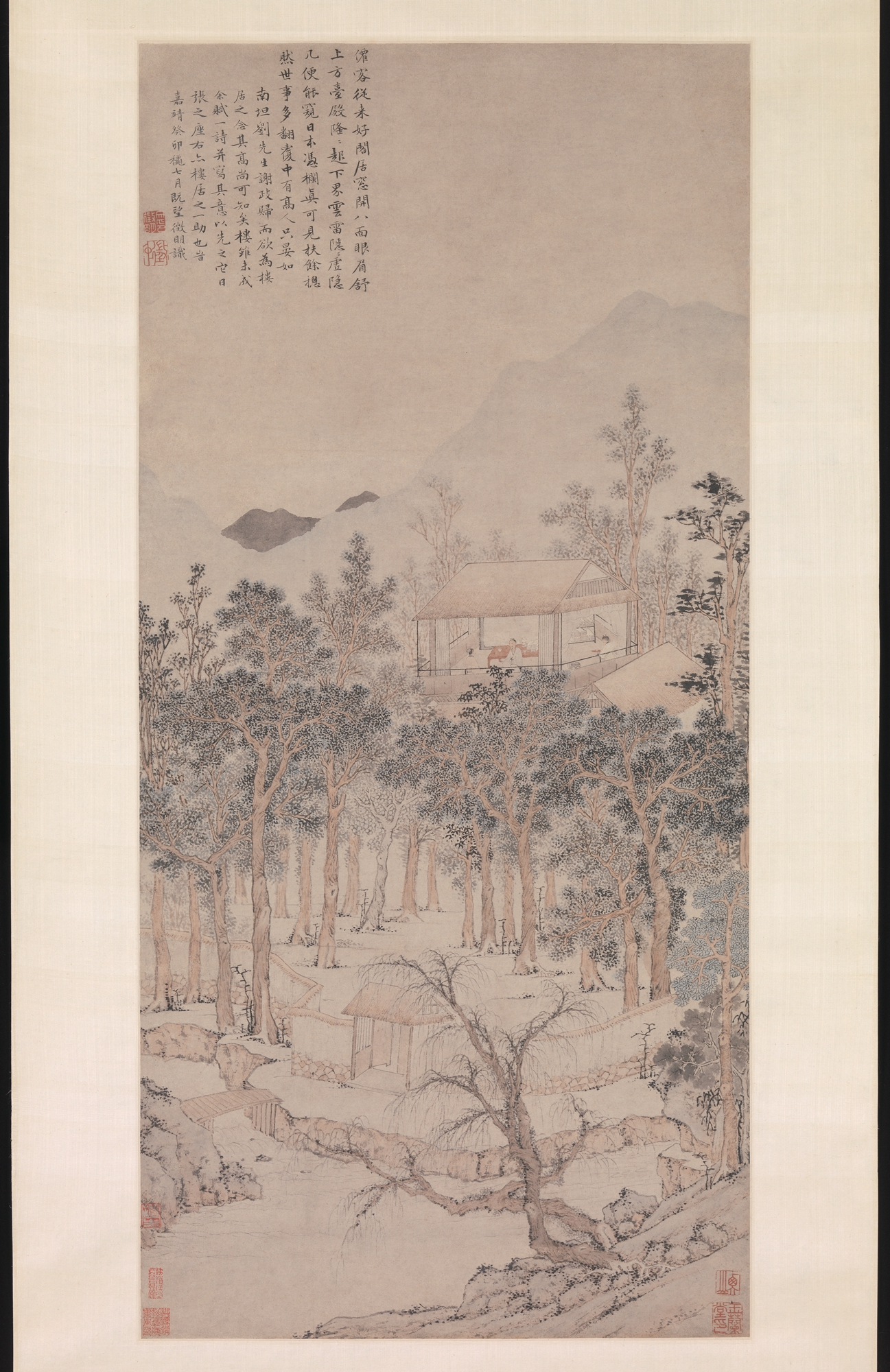
Rückzugsort von Meister Liu

Wen Zhengming (chinesisch 文徵明 / 文征明, Pinyin Wén Zhēngmíng, W.-G. Wen Cheng-ming; * 1470 in Suzhou; † 1559 ebenda) war ein chinesischer Literatenmaler und Kalligraph und gilt neben Shen Zhou, Tang Yin und Qiu Ying als einer der vier Meister der Ming-Dynastie, der nachfolgende Künstlergenerationen nachhaltig beeinflusste.
Wen wurde unter dem Namen Wen Bi (文壁) geboren und galt als fleißiger Schüler, der jedoch in den landesweiten Beamtenprüfungen wiederholt durchfiel. Er wurde jedoch vom Gouverneur seines Heimatortes für eine Stelle an der Hanlin-Akademie in Peking empfohlen, wo er sich von 1523 bis 1527 aufhielt, um die Geschichte der Regierungszeit von Kaiser Zhengde zu studieren. Vom politischen Leben in Peking wurde er jedoch enttäuscht und zog sich nach Suzhou zurück, um sich dem Kunstschaffen zu widmen. Wen gilt auch – zusammen mit seinem Freund Zhu Yunming – als einer der besten Kalligraphen der Ming-Dynastie. Dazu brachte ihn hartes Üben, denn als junger Mann galt seine Schrift als schlecht. Er schrieb nicht nur in den modernen Schrifttypen, sondern auch in archaischen Schriften, die er sich im Zuge seiner Auseinandersetzung mit der Vergangenheit aneignete. Sein berühmtestes kalligraphisches Werk ist „Warten auf die Rückkehr des Kaisers aus der südlichen Vorstadt“ (恭候大驾还自南郊), in dem er mehrere Schriften anwendet, um dem Kaiser zu gefallen.
Er studierte die Arbeiten von Künstlern aus der Yuan-Dynastie, aber auch der Song-Dynastie und Tang-Dynastie genauestens, um Stile und Themen in seinem Schaffen zu verarbeiten. Der Maler Zhao Mengfu aus der Yuan-Zeit beeinflusste ihn neben den vier bedeutenden Yuan-Meistern Huang Gongwang, Wu Zhen, Ni Zan und Wang Meng am stärksten. Wen spezialisierte sich auf die Darstellung von Gärten, Orten in Suzhou, Bäumen, Berglandschaften mit Felsen, Illustrationen von Literatur und Darstellungen von Ereignissen aus dem intellektuellen Leben. Sein hoher Bildungsgrad ist an den Inschriften und Themen seiner Bilder erkennbar. Sein Malstil ist an feinen, präzisen Pinselstrichen erkennbar, die auf dem Papier eine komplexe Struktur ergeben.
Zu Wens bedeutenden Werken gehört das um 1512 geschaffene „Sommerfrische im Ostwäldchen“ (東林避暑圖) vereinigt die drei Disziplinen eines Literatenmalers, nämlich Malerei, Dichtkunst und Kalligraphie. An die präzisen Malereien in Anlehnung an den Stil von Ni Zan schließt sich ein Gedicht an, das in Kursivschrift im Stil von Huang Tingjian abgefasst wurde, ein weiteres Gedicht in Grasschrift im Stile von Huaisu, und ein drittes Gedicht in Kursivschrift im Stil von Su Shi. Es zeigt Gruppen von Felsen mit verstreuten Bäumen und einen leeren Pavillon, mit leichten Pinselstrichen gemalt, von denen keiner überflüssig ist.
Der „Rückzugsort von Meister Liu“ (樓居圖軸) wurde von Wen um 1543 für seinen Freund Liu Lin geschaffen. Das Bild zeigt einen Garten, wie ihn Liu nach seinem Rückzug aus der Politik wohl bauen würde. Es zeigt zwei sich kreuzende Weiden vor einem Wäldchen und einen Pavillon, in dem ein Gelehrter einen Besucher empfängt. In der oberen linken Ecke befindet sich ein Gedicht, das in Regelschrift abgefasst ist und die reizende Aussicht und friedliche Atmosphäre preist. Die weiche Pinselführung und die zarten Farben dieser Malerei unterstreichen diesen Eindruck.
Wen Zhengmings Sohn Wen Jia und sein Neffe Wen Boren waren ebenfalls Maler und Kalligraphen.